# Пламен Тенев
Пламен Тенев (роден на 13 юни 1995 г.) е български футболист, който играе като защитник за ПФК Нефтохимик (Бургас). Висок e 183 см. Юноша на Берое (Стара Загора).